# MRUD
MRUD je protupješačka mina usmjerenog rasprskavajućeg djelovanja, jugoslavenske proizvodnje. Tijelo mine je izrađeno od plastike, lučnog je oblika te dizajnirano da se fragmentira u određenom smjeru. Po svom djelovanju najsličnija je američkoj M18A1 Claymore mini.

## Osobine mine
Kućište mine je maslinasto zelene boje na čijem se gornjem dijelu ima dva utora to jest ležišta za električne detonatorske kapsule. Na donjoj strani mine nalaze se nosači za nožice i nožice koje služe za postavljanje mine na tlo ili kakav objekt. Tijelo mine je glatko premda su stariji modeli imali izbrazdanu površinu radi učinkovitije fragmentacije. Cijela mina je vodootporna i upotrebljiva u temperaturnom rasponu od  -30˚ C do + 50˚ C. Tijelo mine je napunjeno glavnim nabojem od 900 grama PEP 500 koji je u stražnjem dijelu mine dok je prednji dio napunjen sa 650 čeličnih kuglica promjera 5,5 mm posloženih na fragmentacijskoj ploči.
Prilikom detoniranja mina stvara smrtonosni luk u rasponu od 60 stupnjeva širine i cca 40 do 50 metara udaljenosti. U kompletu mine MRUD je pakiran ručni induktor, električna detonatorska kapsula (EK=40-60), minerskog kabela 30 metara dužine i uređaj za testiranje ispravnosti (ručnog induktora, električne detonatorske kapsule i minerskog kabela).
MRUD je mina koju ne aktivira žrtva već je njeno aktiviranje daljinski upravljano od strane postavljača mine uz pomoć minerskog kabela i ručnog induktora koji stvara naboj istosmjerne električne energije dovoljne jakosti i napona da se aktivira električna detonatorska kapsula pri čemu mina eksplodira. Iako se ova mina aktivira pojedinačno postoji mogućnost povezivanja u seriju više mina ali je tada potreban i jači izvor istosmjerne struje da bi se napojila cjelokupna mreža jer minerski kabel stvara otpor od nekih dva oma po dužnom metru. Ležišta detonatora također prihvaćaju bilo koji od mehaničkih upaljača s navojem M10 x 1 mm srbijanske proizvodnje uključujući UMP-1 i UMP-2 potezne te UMNOP-1 multi funkcionalni (nagazno-potezno-otpusni) upaljač.
Mina MRUD i komplet seta za postavljanje dolaze upakirani u torbu za na rame maslinasto zelene boje. Deset ovakvih torbi bude pakirano u drvenim kutijama kada se radi o većim količinama.
Ova mina se lako postavlja, lako rastavlja (deminira) i sigurno prenosi i ne ostavlja bez nadzora kada je postavljena.  Također ova mina je podobna za montažu kako visoko na drveće i objekte tako i na tlu kao konvencionalna mina.Minu je lako detektirati vizualno i detektorom metala.
MRUD dijeli sličnost po obliku i djelovanju s minama američke, austrijske, švedske i francuske proizvodnje.
| Značajke mine     | Zemlja proizvođač | Zemlja proizvođač | Zemlja proizvođač | Zemlja proizvođač | Zemlja proizvođač |
| ----------------- | ----------------- | ----------------- | ----------------- | ----------------- | ----------------- |
|                   | SAD               | Austrija          | Austrija          | Švedska           | Francuska         |
| Naziv mine        | M18 A1 Claymore   | APM-19            | APM-29            | FFV-013           | F-1               |
| Masa mine (kg)    | 1,58              | 1,9               | 2,9               | 2                 | 1,5               |
| Glavni naboj (kg) | 0,68              | 0,9               | 1,45              | 1,5               | 0,4               |
| Broj kuglica      | 700               | 923               | 923               | 1200              | 500               |

## Specifikacija
- Tip mine:protupješačka mina
- Zemlja porijekla: Jugoslavija
- Ime: Mina Rasprskavajuća Usmjerenog Djelovanja
- Materijal izrade: plastično kućište
- Boja: maslinasto-zelena
- Težina: 1500 g
- Glavni naboj: 900 g plastičnog eksploziva
- Dužina: 230 mm
- Širina:	50 mm
- Visina:  89 mm
- Upaljač 1: Električni impuls, ručno
- Upaljač 2:	
  - UMP-1 mehanički potezni
  - UMP-2 mehanički potezni
  - UMNOP-1 mehanički nagazno-potezno-otpusni
  - uz pomoć druge mine i detonirajućeg stijena

## Opasnosti pri razminiranju
MRUD je obično aktiviran električnim detonatorom ali se isto tako može namjestiti da se aktivira neposredno potezom. Tijekom rata u Bosni i Hercegovini i Hrvatskoj MRUD je bio povezan s PMA-2 protupješačkom eksplozivnom minom preko detonirajućeg štapina tako da je pri aktivaciji PMA-2 mine dolazilo do aktivacije i MRUD mine.
Prilikom razminiranja ako je otkriven minerski kabel potrebno je s oprezom osigurati sigurnost na oba kraja kabela prije pokušaja da se mina neutralizira. Također je važno napomenuti da se uočenoj mini MRUD nikada ne prilazi čeono već pod kutom od 90˚  tako da se izbjegne područje djelovanje mine ako se aktivira. Pri praćenju žice za potez ili minerskog kabela treba voditi računa da na istom području mogu biti postavljene druge protupješačke mine koje osiguravaju mine od razminiranja. Lako je prilikom praćenja žice za potez i minerskog kabela izgubiti iz vida ono što bi moglo ležati zakopano na putu neutralizacije mine.

## Pogledati također
- Otavski sporazum
- Protupješačke mine
- PROM-1